# Newsgroup della gerarchia it.*
I newsgroup della gerarchia it.* sono i seguenti (elenco aggiornato al 12/01/2021):
- it.aiuto - Richieste generiche di aiuto
- it.annunci.usato - Piccoli annunci di vendita e di acquisto
- it.annunci.usato.autoveicoli - Vendita e acquisto di veicoli usati e accessori
- it.annunci.usato.foto-video - Compravendita attrezzature foto/video
- it.annunci.usato.informatico - Materiale informatico di seconda mano
- it.annunci.usato.informatico.nord - Compravendita usato inform. nord Italia
- it.annunci.usato.motociclismo - Mercatino virtuale per il motociclista
- it.annunci.usato.telefonia - Annunci economici per telefonia ed accessori
- it.arti.animazione - Il cinema d'animazione (Moderato)
- it.arti.architettura - L'architettura
- it.arti.ballo.lat-americano - Musica e balli latino-americani
- it.arti.cartoni - Cartoni animati in Italia
- it.arti.cartoni.mercatino - Il mercatino di * it.arti.cartoni (Moderato)
- it.arti.cinema - Il cinema in Italia
- it.arti.cinema.recensioni - Recensioni e commenti cinematografici (Moderato)
- it.arti.fantasy - Per gli appassionati di fantasy
- it.arti.fotografia - La fotografia
- it.arti.fotografia.digitale - La fotografia digitale
- it.arti.fotografia.segnalazioni - Segnalazioni delle proprie opere
- it.arti.fumetti - Per appassionati di fumetti
- it.arti.fumetti.bonelli - I fumetti della casa editrice Bonelli
- it.arti.fumetti.manga - I manga del Sol Levante (Moderato)
- it.arti.hiphop - L'hiphop in tutte le sue forme
- it.arti.musica - Musica leggera, pop, rock...
- it.arti.musica.classica - Musica classica e lirica
- it.arti.musica.classica.mod - Musica classica (Moderato)
- it.arti.musica.jazz - Musica jazz
- it.arti.musica.metal - Heavy metal, black metal, death, epic, ecc
- it.arti.musica.polifonia - Cori polifonici
- it.arti.musica.rock - Il calderone rock e le sue evoluzioni
- it.arti.musica.rock.progressive - Gruppi e artisti rock progressive
- it.arti.musica.spartiti - Scambio di spartiti con accordi o intavolature
- it.arti.musica.strumenti - Tutti (o quasi) gli strumenti musicali
- it.arti.musica.strumenti.basso - La chiave di basso
- it.arti.musica.strumenti.chitarra - La chitarra
- it.arti.musica.strumenti.chitarra.mod - La chitarra (Moderato)
- it.arti.musica.strumenti.tastiere - Sintetizzatori e tastiere elettroniche
- it.arti.musica.strumenti.voce - Lo strumento voce a tutto tondo
- it.arti.musica.studio - Lo studio della musica in tutte le sue forme
- it.arti.poesia - Per gli amanti della poesia
- it.arti.scrivere - Scritti inediti e consigli per gli autori
- it.arti.teatro - Per chi il teatro lo vede e per chi il teatro lo fa
- it.arti.trash - Il movimento artistico trash
- it.arti.varie - Spettacoli ed arti varie in Italia
- it.associazioni.cri - La Croce Rossa Italiana
- it.comp.accessibilita - Contro le barriere informatiche
- it.comp.aiuto - Discussioni su problemi informatici
- it.comp.appl.access - Il DBMS Microsoft Access
- it.comp.appl.eudora - Eudora Client e server - Problemi e suggerimenti
- it.comp.appl.macromedia - I prodotti Macromedia (Moderato)
- it.comp.appl.notes-domino - Lotus Notes e Domino: prodotti e sviluppo
- it.comp.as400 - IBM AS/400
- it.comp.console - Sistemi console per videogiochi
- it.comp.console.playstation - Per gli appassionati della Sony Playstation
- it.comp.dotnet - Le implementazioni della Common Language Infrastructure
- it.comp.giochi - Usare il computer per giocare
- it.comp.giochi.action - Videogiochi di azione
- it.comp.giochi.annunci - Contatti per il multiplayer e il cerco-offro
- it.comp.giochi.avventure.grafiche - Soluzioni, aiuto e commenti
- it.comp.giochi.avventure.testuali - Interactive Fiction
- it.comp.giochi.mud - I MUD italiani e non
- it.comp.giochi.rpg - Videogiochi di ruolo e avventura
- it.comp.giochi.rpg.ultimaonline - Tutti gli aspetti di Ultima
- it.comp.giochi.simulatori - Videogiochi di simulazione
- it.comp.giochi.simulatori.volo - I simulatori di volo
- it.comp.giochi.sportivi - Videogiochi sportivi
- it.comp.giochi.sportivi.hattrick - Hattrick, il calcio manager online
- it.comp.giochi.strategici - Videogiochi di strategia
- it.comp.giochi.sviluppo - Sviluppo di videogiochi in Italia
- it.comp.grafica - Problemi sulla grafica
- it.comp.grafica.photoshop - Adobe Photoshop
- it.comp.hardware - Tecnica e discussioni sull'hardware dei calcolatori
- it.comp.hardware.cd - I masterizzatori per PC
- it.comp.hardware.cpu - Informazioni e notizie sui processori per calcolatori
- it.comp.hardware.dvd - Lettori, masterizzatori, supporti ed applicazioni
- it.comp.hardware.modem - I modem
- it.comp.hardware.motherboard - Le schede madri
- it.comp.hardware.overclock - Tecniche di overclocking
- it.comp.hardware.palmari - Computer palmari
- it.comp.hardware.palmari.gps - Il palmare come Nav. Satellitare o GPS
- it.comp.hardware.schede-audio - Le schede audio per PC
- it.comp.hardware.scsi - Periferiche SCSI
- it.comp.hardware.storage - Dispositivi per la memorizzazione digitale
- it.comp.hardware.video-3d - Le schede grafiche con funzioni 3D
- it.comp.ia - Intelligenza artificiale
- it.comp.java - Il linguaggio Java di Sun
- it.comp.lang - Linguaggi di programmazione vari (Moderato)
- it.comp.lang.c - Il linguaggio di programmazione C
- it.comp.lang.c++ - Il linguaggio C++
- it.comp.lang.delphi - Il linguaggio Delphi di Borland
- it.comp.lang.javascript - Il linguaggio JavaScript
- it.comp.lang.pascal - Il linguaggio di programmazione Pascal
- it.comp.lang.perl - Programmare in Perl
- it.comp.lang.python - Il linguaggio di programmazione Python
- it.comp.lang.visual-basic - Il linguaggio Visual Basic di Microsoft
- it.comp.lang.vo-clipper - Visual Object e Clipper
- it.comp.macintosh - Dedicato agli utenti della Mela
- it.comp.musica - Per tutti coloro che fanno musica col computer
- it.comp.musica.midi - Consigli e aiuti per i programmi MIDI
- it.comp.musica.mp3 - Metodo di compressione MPEG Layer 3 (Moderato)
- it.comp.musica.mp3.scambi - Reperibilità e scambio di file mp3
- it.comp.os.amiga - I sistemi Amiga
- it.comp.os.dibattiti - Dibattiti sui vari Sistemi Operativi
- it.comp.os.dos - Sistemi operativi MS-DOS/Windows 3.XX
- it.comp.os.freebsd - Il sistema operativo FreeBSD
- it.comp.os.linux.annunci - Annunci riguardanti Linux in Italia (Moderato)
- it.comp.os.linux.debian - Debian GNU/Linux e i suoi derivati
- it.comp.os.linux.development - Programmazione in ambiente Linux
- it.comp.os.linux.iniziare - Configurare sistemi Linux
- it.comp.os.linux.mandrake - La distribuzione Mandrake
- it.comp.os.linux.redhat - Red Hat, Fedora e distribuzioni derivate
- it.comp.os.linux.software - Applicazioni per Linux
- it.comp.os.linux.sys - Il sistema operativo Linux
- it.comp.os.linux.ubuntu - Ubuntu Linux e i suoi derivati
- it.comp.os.openbsd - Il sistema operativo OpenBSD
- it.comp.os.os2 - OS/2
- it.comp.os.unix - Il sistema operativo UNIX e simili (Moderato)
- it.comp.os.win.nt - Il sistema operativo Windows NT
- it.comp.os.win.software - Applicazioni per Windows
- it.comp.os.win.vista	Microsoft Windows Vista
- it.comp.os.win.win2000 - Microsoft Windows 2000
- it.comp.os.win.win9x - Il sistema operativo Windows 9x
- it.comp.os.win.windows10 - Microsoft Windows 10
- it.comp.os.win.windows7 - Microsoft Windows 7
- it.comp.os.win.windows8 - Microsoft Windows 8
- it.comp.os.win.xp - Microsoft Windows XP
- it.comp.programmare - Programmare il computer
- it.comp.programmare.win32 - Programmazione per Windows a 32 bit
- it.comp.reti.cisco - I router Cisco
- it.comp.reti.ip-admin - Amministrazione di reti IP
- it.comp.reti.locali - Reti locali
- it.comp.reti.wireless - LAN senza fili: applicazioni, limiti, legislazione
- it.comp.retrocomputing - Macchine che hanno fatto la storia informatica
- it.comp.sicurezza.crittografia - Crittografia/analisi: teoria e applicazioni
- it.comp.sicurezza.pgp - Il programma di crittografia a chiave pubblica PGP
- it.comp.sicurezza.unix - Problematiche di sicurezza in ambiente UNIX
- it.comp.sicurezza.varie - La computer security
- it.comp.sicurezza.virus - Virus e antivirus
- it.comp.sicurezza.windows - Sicurezza informatica in ambiente Windows
- it.comp.software.browser - Programmi per frequentare il WWW (Moderato)
- it.comp.software.cad - Strumenti per la progettazione assistita da computer
- it.comp.software.database - La gestione di database
- it.comp.software.divx - Compressione video in DivX o altri formati
- it.comp.software.editor - Creare e modificare del testo usando un computer
- it.comp.software.emulatori - Emulatori per computer e console
- it.comp.software.emulatori.console-recenti - Emulatori console PSX attuali
- it.comp.software.irc - IRC in Italia
- it.comp.software.libero - Il software libero e le sue prospettive di sviluppo
- it.comp.software.mailreader - Programmi per leggere le e-mail (Moderato)
- it.comp.software.newsreader - Programmi per leggere le news
- it.comp.software.p2p - I programmi e le reti peer to peer
- it.comp.software.shareware - Shareware e pubblico dominio in italiano
- it.comp.software.tex - Utilizzare TeX in italiano
- it.comp.virtualizzazione - Sistemi di virtualizzazione
- it.comp.www - Il World-Wide Web in Italia
- it.comp.www.asp - Active Server Pages - ASP in Italia (Moderato)
- it.comp.www.homepages - Gestire pagine WWW personali gratuite
- it.comp.www.hosting - Hosting, housing, server dedicati, registrazione domini
- it.comp.www.html - Linguaggi e tecnologie del web (Moderato)
- it.comp.www.php - Il linguaggio di programmazione PHP
- it.comp.www.server - Lavorare con i server web
- it.cultura - Cultura e culture italiane
- it.cultura.antagonista - Cultura antagonista in Italia
- it.cultura.ateismo - Dedicato a chi non ci crede
- it.cultura.cattolica - Tradizioni, esperienze, dottrina cattolica (Moderato)
- it.cultura.classica - Lingua, letteratura e civiltà greca e latina (Moderato)
- it.cultura.cybersocieta - Comunità virtuali nel Cyberspazio
- it.cultura.cybersocieta.lamer - inserisci qui il titolo del gruppo
- it.cultura.ebraica - Storia, cultura e tradizioni ebraiche (Moderato)
- it.cultura.fantascienza - La fantascienza in Italia
- it.cultura.filosofia - La filosofia e le sue questioni
- it.cultura.filosofia.moderato - Il piacere della filosofia (Moderato)
- it.cultura.horror - Letteratura e cinematografia dell'orrore
- it.cultura.letteratura.italiana - Letteratura italiana
- it.cultura.libri - Recensioni di libri da parte dei lettori
- it.cultura.linguistica - Lingue e dialetti del mondo
- it.cultura.linguistica.francese - La lingua francese
- it.cultura.linguistica.giapponese - Studio della lingua Giapponese
- it.cultura.linguistica.inglese - Studio e approfondimento della lingua inglese
- it.cultura.linguistica.italiano - Usare correttamente la lingua italiana
- it.cultura.militare - Cultura e attualità militare nel mondo contemporaneo
- it.cultura.newage - Le culture della Nuova Era
- it.cultura.orientale - Le culture dei paesi orientali
- it.cultura.orientale.giappone - La cultura giapponese in tutti i suoi aspetti
- it.cultura.religioni - Religioni e religiosità
- it.cultura.religioni.bahai - Temi culturali e religiosi baha'i (Moderato)
- it.cultura.religioni.buddhismo - Il buddhismo
- it.cultura.religioni.cristiani - Ripartire da Cristo (Moderato)
- it.cultura.single - Come vivere da singoli in Italia
- it.cultura.storia - La storia, da antica a contemporanea
- it.cultura.storia.militare - La storia militare dall'antichità ad oggi (Moderato)
- it.cultura.storia.moderato - La storia da antica a contemporanea (Moderato)
- it.diritto - Le questioni del diritto in Italia
- it.diritto.assicurazioni - Discussioni giuridiche sulle assicurazioni
- it.diritto.condominio - I problemi del condominio
- it.diritto.internet - Problemi giuridici nel cyberspazio
- it.discussioni.agricoltura - Scienza e tecnologia nell'agricoltura
- it.discussioni.animali - Gli Animali
- it.discussioni.animali.cani - Comportamento, addestramento e salute dei cani
- it.discussioni.animali.gatti - Il newsgroup degli amici dei felini
- it.discussioni.anni80 - I discorsi sui mitici anni 80
- it.discussioni.astrologia - Discussione e informazione astrologica (Moderato)
- it.discussioni.auto - Gli italiani e le automobili
- it.discussioni.auto.ford - Per i clienti Ford (Moderato)
- it.discussioni.auto.mod - Automezzi (Moderato)
- it.discussioni.commercialisti - Ordine dei Dottori Commercialisti
- it.discussioni.consumatori.tutela - La tutela del consumatore
- it.discussioni.droghe - Gli uomini e le droghe (legali e non) (Moderato)
- it.discussioni.energia - Energia e dintorni
- it.discussioni.energie-alternative - Sfruttamento delle energie alternative
- it.discussioni.folli - Sfoghiamo la nostra follia
- it.discussioni.geometri - La professione del geometra
- it.discussioni.giallo - Il giallo: letteratura, cinematografia, eventi
- it.discussioni.giustizia - Dibattiti sull'amministrazione della giustizia
- it.discussioni.ingegneria - Ingegneria in Italia
- it.discussioni.ingegneria.civile - Ingegneria civile in Italia
- it.discussioni.iso9000 - Le norme ISO 9000 e la cultura qualitativa
- it.discussioni.leggende.metropolitane - Leggende metropolitane
- it.discussioni.litigi - Sfoghiamo i nostri nervi
- it.discussioni.misteri - Avvenimenti, creature ed oggetti misteriosi
- it.discussioni.motori - Aspetti tecnici e tecnologici dei veicoli
- it.discussioni.pena-di-morte - Dibattiti riguardo alla pena di morte
- it.discussioni.psicologia - Mente e comportamento (Moderato)
- it.discussioni.ristoranti - Esperienze, menù, prezzi e descrizioni
- it.discussioni.sentimenti - Amore, amicizia & co. (Moderato)
- it.discussioni.sessualita - Sesso e sessualità, discutiamone (Moderato)
- it.discussioni.sogni - Misteriose creazioni della mente
- it.discussioni.ufo - L'ufologia
- it.discussioni.varie - Discussioni libere
- it.economia - Le discipline economiche
- it.economia.analisi-tecn - Analisi tecnica finanziaria in Italia
- it.economia.banche - Le banche ed i loro servizi (Moderato)
- it.economia.borsa - L'andamento della borsa di Milano
- it.economia.borsa.estero - Le borse valori internazionali
- it.economia.borsa.trading-online - Il trading online (Moderato)
- it.economia.carte-di-credito - Le carte di credito
- it.economia.e-commerce - Il mezzo che rivoluzionerà il commercio (Moderato)
- it.economia.fisco - Tematiche di natura fiscale
- it.economia.fondicomuni - Discussioni sui fondi comuni di investimento italiani
- it.economia.investire - Investi il tuo denaro!
- it.eventi.covid19 - La pandemia di coronavirus del 2020
- it.fan.asimov - Il maestro della SF
- it.fan.culo - Un dito medio proteso da Internet al resto dell'Italia
- it.fan.japan.adachi - Mitsuru Adachi: la gioventù, l'amore e lo sport
- it.fan.japan.r-takahashi - Rumiko Takahashi e la sua opera
- it.fan.japan.sailor-moon - Guerriere che vestono alla marinara
- it.fan.marco-ditri - Nel nome del grande Marco d'Itri
- it.fan.matrix - I film Matrix
- it.fan.musica - Il fan group per artisti e gruppi musicali
- it.fan.musica.baglioni - Claudio Baglioni
- it.fan.musica.battiato - Fan di Franco Battiato
- it.fan.musica.carmen-consoli - La cantantessa Carmen Consoli
- it.fan.musica.de-andre - Fabrizio De André
- it.fan.musica.elio - I fan di Elio e le Storie Tese
- it.fan.musica.guccini - La musica e il resto di Francesco Guccini
- it.fan.musica.ligabue - Per tutti i fan del liga
- it.fan.musica.lucio-battisti - Lucio Battisti: emozioni, pensieri e parole
- it.fan.musica.pearl-jam - I Pearl Jam
- it.fan.musica.pink-floyd - Il mito Pink Floyd: musica, testi, luci e sogni
- it.fan.musica.queen - Queen Rhapsody
- it.fan.musica.rem - I R.E.M. e i loro fan: a Perfect Circle
- it.fan.musica.springsteen - Canzoni, dischi, concerti di Bruce Springsteen
- it.fan.musica.u2 - La band irlandese U2
- it.fan.nutella - Un gruppo tutto da spalmare
- it.fan.radio - Il fan group degli utenti radiofonici
- it.fan.radio.deejay - Il network radiofonico Radio Deejay
- it.fan.scrittori.tolkien - La Terra di Mezzo, il mito e il fantastico
- it.fan.startrek - Star Trek, la saga continua...
- it.fan.starwars - Appassionati di Star Wars in Italia (Moderato)
- it.fan.stephen-king - Notizie e discussioni sullo scrittore Stephen King
- it.fan.studio-vit - L'informazione videoludica di Studio Vit
- it.fan.tv - Il fan group degli utenti televisivi
- it.fan.tv.babylon5 - La serie Babylon 5
- it.fan.tv.buffy - Buffy, l'ammazzavampiri
- it.fan.tv.dawsons-creek - Dawson's Creek
- it.fan.tv.er - Il telefilm Medici in Prima Linea
- it.fan.tv.friends - La sit-com televisiva Friends
- it.fan.tv.mai-dire-gol - Per gli appassionati della trasmissione _Mai Dire Gol_
- it.fan.tv.scrubs - La sit-com televisiva Scrubs
- it.fan.tv.simpson - Il cartone animato The Simpsons
- it.fan.tv.x-files - Trust No One
- it.faq - FAQ relative ai gruppi italiani (Moderato)
- it.hobby.acquari - Acquariofilia
- it.hobby.aquiloni - Aquiloni e aquilonisti in Italia
- it.hobby.armi - Le armi
- it.hobby.armi.moderato - Le armi (Moderato)
- it.hobby.audiovisivi - Gli apparecchi audiovisivi
- it.hobby.birra - La birra!
- it.hobby.cicloturismo - Per gli amanti della bicicletta
- it.hobby.creativi - Dal ricamo alle vetrate Tiffany
- it.hobby.cucina - Arte di mangiar bene e convivio telematico di cibonomia
- it.hobby.elettronica - Passione per l'elettronica
- it.hobby.elettronica.digitale - Ciò che ruota intorno al micro
- it.hobby.elettronica.riparazioni - Riparare apparecchiature elettroniche
- it.hobby.enigmi - Enigmistica e quesiti vari
- it.hobby.fai-da-te - Far da sé col legno ed altri materiali
- it.hobby.fantasport - Fantacalcio e altri giochi di immaginazione sportiva
- it.hobby.giardinaggio - Impara a curare il tuo giardino
- it.hobby.giochi - Tutti i tipi di giochi
- it.hobby.giochi.gdr - I giochi di ruolo
- it.hobby.giochi.gdr.dnd - Dungeons & Dragons - fantasia in gioco
- it.hobby.hi-fi - La musica ad alta fedeltà
- it.hobby.hi-fi.car - Impianti Hi-Fi in auto
- it.hobby.home-cinema - Home entertainment audio e video
- it.hobby.home-cinema.titoli-dvd - Film, telefilm, concerti e altre opere in DVD
- it.hobby.lotto - Il gioco del lotto
- it.hobby.modellismo - La passione del modellismo
- it.hobby.motociclismo - Chiacchiere intorno alla moto
- it.hobby.motociclismo.scooter - Chiacchiere intorno allo scooter
- it.hobby.motociclismo.viaggi - Il turismo in moto
- it.hobby.nautica - Porto chiacchiera - la banchina virtuale
- it.hobby.pescare - Per gli appassionati di pesca
- it.hobby.piante.cactus - Le piante grasse
- it.hobby.radio-cb - La CB in Italia
- it.hobby.radioamatori - Per radioamatori e SWL
- it.hobby.radioamatori.moderato - Vita e tecnica radioamatoriali (Moderato)
- it.hobby.radioascolto - Il radioascolto in Italia
- it.hobby.robotica - La robotica
- it.hobby.satellite-tv - La TV via satellite
- it.hobby.satellite-tv.digitale - La TV via satellite digitale
- it.hobby.satellite-tv.digitale.mod - La TV via satellite digitale (Moderato)
- it.hobby.scacchi - Il gioco degli scacchi
- it.hobby.scuba - Appassionati di subacquea
- it.hobby.totoscommesse - Scommesse sportive finalmente in Italia
- it.hobby.umorismo - Umorismo e comicità
- it.hobby.vari - Gli hobby in genere
- it.hobby.viaggi - Appassionati di viaggio in Italia e non solo
- it.hobby.viaggi.inter-rail - Viaggiare in inter-rail
- it.hobby.vino - Vino, produttori appassionati esperti
- it.hobby.volo - Volare come attività ricreativa
- it.hobby.volo.ultraleggero - Volo ultraleggero
- it.industria.elettrotecnica.normative - Normative settore elettrotecnico
- it.istruzione.scuola - Il sistema scolastico in Italia
- it.istruzione.scuola.informatica - Didattica dell'informatica
- it.istruzione.universita - Gli Atenei Italiani
- it.istruzione.universita.ingegneria - Per gli studenti di ingegneria
- it.lavoro.consulenti - Consulenza del lavoro e gestione risorse umane
- it.lavoro.informatica - Lavorare nell'informatica
- it.lavoro.mlm - MultiLevel e Network Marketing
- it.lavoro.offerte - Annunci di offerte di lavoro (Moderato)
- it.lavoro.prevenzione - La prevenzione e sicurezza negli ambienti di lavoro
- it.lavoro.professioni - Il mondo del lavoro, i suoi attori (Moderato)
- it.lavoro.professioni.pubblicita - Comunicazione pubblicitaria e d'impresa
- it.lavoro.professioni.webmaster - Creazione e mantenimento di siti web
- it.lavoro.richieste - Richieste di lavoro (Moderato)
- it.lavoro.sindacato - L'organizzarsi dei lavoratori (Moderato)
- it.media.tv - La televisione italiana
- it.media.tv.digitale.terrestre - La televisione digitale terrestre
- it.media.tv.fantascienza - Serie televisive fantascientifiche
- it.media.tv.reality-show - Da RealTV al Grande Fratello, la realtà in TV
- it.media.video.produzione - La produzione di video
- it.news.aiuto - Domande e risposte sul servizio news
- it.news.annunci - Annunci ufficiali della gerarchia it.* (Moderato)
- it.news.gcn - Domande e insulti al GCN
- it.news.gestione - Gestione tecnica del servizio news
- it.news.gruppi - Creazione e cancellazione di newsgroup
- it.news.moderazione - Moderazione dei newsgroup
- it.news.net-abuse - Gli abusi della rete, incluso lo spamming
- it.news.votazioni - Votazioni per la creazione dei newsgroup (Moderato)
- it.politica - La politica italiana
- it.politica.cattolici - I cattolici e la politica (Moderato)
- it.politica.destra - La destra italiana in Italia e all'estero (Moderato)
- it.politica.internazionale - La politica internazionale
- it.politica.internazionale.israele - Politica e società israeliana (Moderato)
- it.politica.libertaria - Le idee liberiste e libertarie
- it.politica.m5s - Il MoVimento 5 stelle (Moderato)
- it.politica.pds - La politica del Partito Democratico della Sinistra
- it.politica.polo - La politica del Polo per le libertà
- it.politica.sinistra - Un progetto politico per la sinistra (Moderato)
- it.politica.ulivo - La politica della coalizione dell'Ulivo
- it.salute - Consigli e supporto sui temi della salute
- it.salute.aids - L'immunodeficienza acquisita
- it.salute.alimentazione - Alimentazione e suoi aspetti medico-dietetici
- it.salute.cefalee - Come meglio affrontare il mal di testa
- it.scienza - La scienza e la ricerca in Italia
- it.scienza.ambiente - I problemi della tutela ambientale
- it.scienza.astronomia - Discussioni astronomiche (Moderato)
- it.scienza.astronomia.amatoriale - Astronomia amatoriale
- it.scienza.astronomia.seti - Search for Extra-Terrestrial Intelligence
- it.scienza.biologia - Biologia
- it.scienza.chimica - La chimica
- it.scienza.divulgazione - Divulgazione scientifica (Moderato)
- it.scienza.fisica - Le leggi della natura (Moderato)
- it.scienza.geologia - Le scienze della terra
- it.scienza.informatica - La teoria dell'informatica (Moderato)
- it.scienza.matematica - La regina delle scienze
- it.scienza.medicina - Medicina e salute (Moderato)
- it.scienza.medicina.tumori - Discussioni e aggiornamenti sul cancro (Moderato)
- it.sesso.annunci - Annunci legati al sesso
- it.sesso.discussioni - Discussioni intorno all'argomento sesso
- it.sesso.racconti - Racconti erotici in italiano (Moderato)
- it.sociale.adozione - L'adozione
- it.sociale.anorexbulimia - Anoressia, bulimia, alimentazione compulsiva
- it.sociale.globalizzazione - Gli effetti del neoliberismo (Moderato)
- it.sociale.handicap - Disabilità e handicap: notizie e opinioni
- it.sociale.obiezione - Obiezione di coscienza e servizio civile
- it.sociale.primosoccorso - Il primo soccorso sanitario
- it.sociale.scout - Lo scoutismo in Italia
- it.sociale.volontariato - Volontariato e solidarietà
- it.sport - Lo sport in Italia
- it.sport.americani - Gli sport americani
- it.sport.arti-marziali - Le arti marziali in Italia
- it.sport.atletica - L'atletica leggera vista dagli appassionati
- it.sport.basket - La pallacanestro in Italia
- it.sport.calcio - Il calcio in Italia
- it.sport.calcio.estero - Il calcio straniero
- it.sport.calcio.fiorentina - Il covo dei viola
- it.sport.calcio.genoa - I Grifoni in Rete
- it.sport.calcio.inter - L'Internazionale football club (Moderato)
- it.sport.calcio.inter-fc - L'Internazionale Football Club
- it.sport.calcio.juventus - Lo Juventus F.C. (Moderato)
- it.sport.calcio.milan - Fedeli alla nostra bandiera
- it.sport.calcio.moderato - Il mondo del calcio italiano (Moderato)
- it.sport.calcio.napoli - Il Napoli
- it.sport.calcio.palermo - Area RosaNero
- it.sport.calcio.roma - I veri tifosi giallorossi
- it.sport.calcio.sampdoria - Chi si accontenta gode e perderà
- it.sport.calcio.torino - I tifosi del Toro
- it.sport.ciclismo - Il ciclismo in rete
- it.sport.formula1 - La Formula 1
- it.sport.formula1.moderato - La Formula 1 in tutti i suoi aspetti (Moderato)
- it.sport.golf - Il Golf
- it.sport.montagna - Per gli amanti della montagna
- it.sport.motociclismo - Campionato mondiale di motociclismo
- it.sport.nuoto - Il nuoto in Italia
- it.sport.palestra - Cultura fisica come sport primario
- it.sport.rally - I rally
- it.sport.rugby - Notizie e commenti sul magico sport dell'ovale
- it.sport.sci - Sci(volare) sulla neve
- it.sport.tennis - Per gli appassionati di tennis
- it.sport.volley - La pallavolo agonistica e non
- it.sport.windsurf - Il windsurf in Italia
- it.test - Prove di posting
- it.test.moderato - Prove di posting e robomoderazione (Moderato)
- it.tlc.cellulari - Telefonia mobile GSM
- it.tlc.cellulari.android - I dispositivi mobili basati su Android
- it.tlc.cellulari.iphone - I dispositivi mobili Apple
- it.tlc.cellulari.motorola - Notizie, info, assistenza per i cell. Motorola
- it.tlc.gestori - Le compagnie telefoniche, tutte
- it.tlc.gestori.fastweb - Internet e Telefonia su fibra ottica e DSL
- it.tlc.gestori.telecom - Telecom Italia
- it.tlc.gestori.tim - TIM e la sua rete cellulare
- it.tlc.gestori.vodafone - Omnitel Vodafone e la sua rete cellulare
- it.tlc.gestori.wind - Wind, telefonia mobile e fissa
- it.tlc.provider - I fornitori di servizi e accesso Internet (Moderato)
- it.tlc.provider.disservizi - Valgono qualcosa i nostri provider?
- it.tlc.telefonia - Le tecnologie telefoniche
- it.tlc.telefonia.adsl - ADSL e xDSL
- it.tlc.telefonia.voip - Il trasporto della voce su reti IP

## Gruppi abbandonati
Non tutti questi gruppi sono ancora in uso, diversi sono abbandonati e non vengono più frequentati a causa della diminuzione del numero degli utenti e del cambio dei loro interessi. Gli utenti che vogliono postare in un gruppo abbandonato dovrebbero usare quello immediatamente superiore nella gerarchia.
Ad esempio, se si vuole scrivere di schede madri si potrebbe usare it.comp.hardware.motherboard, che però è un gruppo morto (contiene solo il manifesto). Per avere una risposta è allora conveniente scrivere su it.comp.hardware che, anche se più generico, è frequentato e probabilmente verrà visitato da persone che si interessano anche di schede madri.